# Иван Рудников
Иван Рудников (псевдоним на Иван Стефанов Тодоров) е български писател и поет, автор на литература за деца, юноши и възрастни.

## Биография
Роден е на 13 или 15 септември 1921 в град Фердинанд, дн. Монтана. Получава гимназиално образование във Враца и Видин. През 1944 година завършва Софийския университет със специалност право. Записва се доброволец във Втората световна война и участва в състава на Първа българска армия. По-късно завършва Националната школа за запасни офицери „Христо Ботев“.
В различни етапи от живота си Рудников работи като съдия и адвокат. Редактор е в издателствата „Профиздат“ и „Държавно военно издателство“.
Получава своя псевдоним от чипровския обществен деец Георги Кафеджийски. Иван Рудников е автор на повече от 20 книги за деца и възрастни. Творбите му са преведени в чужбина.
През 2006 година е обявен за почетен гражданин на Монтана, по случай неговата 85-годишнина и приносът му в българската литература.
Женен е и има син. Умира в София през 2008 година.

## Творчество
- „Конник през пустата“
- „Птиците пеят за вас“
- „В името на мира“ (1951)
- „На широк фронт“ (1953)
- „Път в живота“ (1953, поеми)
- „Звезди над Копривщица“ (1962)
- „Чайки край Китен“ (1964, стихове)
- „Двамата гуслари“ (1966, приказка)
- „Разбити бункери“ (1967, стихове)
- „Скъпоценните камъчета“ (1967, приказка)
- „Слънце в мансардата“ (1968)
- „Песента се ражда с утрото“ (1969, стихове)
- „Весело изворче“ (1970, стихове за деца)
- „Торба лъжи“ (1971, приказка)
- „Ержебет“ (1976, поема в стихове)
- „Жертвоприношение“ (1979)
- „Искрица от зората“ (1979, стихове)
- „Космически бездни“ (1979)
- „Дъщеря на слънцето“ (1983, приказка)
- „Плашилото с добро сърце“ (1984)
- „Легенда за Ропотамо“ (1987, приказка)
- „Бабино ушенце“ (1989, стихове за деца)
- „Най-свят и вечен“ (1995)
- „Белоградчишка симфония“ (1996, лирика)
- „Охридско сияние“ (1998, лирика)